# Mistrzostwa Ameryki Północnej i Karaibów w Piłce Ręcznej Kobiet 2021
Mistrzostwa Ameryki Północnej i Karaibów w Piłce Ręcznej Kobiet 2021 – drugie mistrzostwa Ameryki Północnej i Karaibów w piłce ręcznej kobiet, oficjalny międzynarodowy turniej piłki ręcznej o randze mistrzostw kontynentu zorganizowany przez NACHC mający na celu wyłonienie najlepszej żeńskiej reprezentacji narodowej w Ameryce Północnej i Karaibach. Odbył się w dniach 22–25 sierpnia 2021 roku w mieście Elgin. Mistrzostwa były jednocześnie eliminacjami do MŚ 2021.
Początkowo zawody miały odbyć się w dniach 23–27 sierpnia 2021 roku, a zaproszenie wystosowano do wszystkich 21 związków zrzeszonych w NACHC. Ostatecznie o jedno miejsce premiowane awansem na MŚ 2021 rywalizowały cztery reprezentacje – w pierwszej fazie systemem kołowym, a następnie czołowa dwójka zmierzyła się w meczu finałowym, pozostałe dwie zaś zagrały o trzecią lokatę. Do sędziowania turnieju wyznaczono cztery pary arbitrów – trzy regionalne i jedną z Francji.
Fazę grupową z kompletem zwycięstw zakończyła reprezentacja Grenlandii, która jednak w pojedynku finałowym uległa Portorykankom.

## Faza grupowa
| 22 sierpnia 202117:00 | Portoryko | 28:20(14:8) | Stany Zjednoczone | The Centre of Elgin, Elgin Sędzia: Carmaux, Mursch |
| 22 sierpnia 202117:00 |           | 28:20(14:8) |                   | The Centre of Elgin, Elgin Sędzia: Carmaux, Mursch |

| 22 sierpnia 202119:00 | Grenlandia | 33:27(17:12) | Meksyk | The Centre of Elgin, Elgin Sędzia: Marques, Poulet |
| 22 sierpnia 202119:00 |            | 33:27(17:12) |        | The Centre of Elgin, Elgin Sędzia: Marques, Poulet |

| 23 sierpnia 202117:00 | Meksyk | 24:29(10:15) | Portoryko | The Centre of Elgin, Elgin Sędzia: Petersen, Johansen |
| 23 sierpnia 202117:00 |        | 24:29(10:15) |           | The Centre of Elgin, Elgin Sędzia: Petersen, Johansen |

| 23 sierpnia 202119:00 | Stany Zjednoczone | 18:28(10:11) | Grenlandia | The Centre of Elgin, Elgin Sędzia: Castro, Garcia |
| 23 sierpnia 202119:00 |                   | 18:28(10:11) |            | The Centre of Elgin, Elgin Sędzia: Castro, Garcia |

| 24 sierpnia 202117:00 | Grenlandia | 26:23(10:8) | Portoryko | The Centre of Elgin, Elgin Sędzia: Castro, Garcia |
| 24 sierpnia 202117:00 |            | 26:23(10:8) |           | The Centre of Elgin, Elgin Sędzia: Castro, Garcia |

| 24 sierpnia 202119:00 | Stany Zjednoczone | 21:25(12:14) | Meksyk | The Centre of Elgin, Elgin Sędzia: Carmaux, Mursch |
| 24 sierpnia 202119:00 |                   | 21:25(12:14) |        | The Centre of Elgin, Elgin Sędzia: Carmaux, Mursch |

## Faza pucharowa

### Mecz o 3. miejsce
| 25 sierpnia 202117:00 | Meksyk | 28:14(13:5) | Stany Zjednoczone | The Centre of Elgin, Elgin Sędzia: Petersen, Johansen |
| 25 sierpnia 202117:00 |        | 28:14(13:5) |                   | The Centre of Elgin, Elgin Sędzia: Petersen, Johansen |

### Mecz o 1. miejsce
| 25 sierpnia 202119:00 | Grenlandia | 24:34(10:18) | Portoryko | The Centre of Elgin, Elgin Sędzia: Carmaux, Mursch |
| 25 sierpnia 202119:00 |            | 24:34(10:18) |           | The Centre of Elgin, Elgin Sędzia: Carmaux, Mursch |

## Klasyfikacja końcowa
| Miejsce | Reprezentacja     | Uwagi          |
| ------- | ----------------- | -------------- |
| złoto   | Portoryko         | awans: MŚ 2021 |
| srebro  | Grenlandia        | -              |
| brąz    | Meksyk            | -              |
| 4       | Stany Zjednoczone | -              |

## Nagrody indywidualne
Nagrody indywidualne otrzymały:
| Najlepsza bramkarka | Najlepsza lewoskrzydłowa | Najlepsza lewa rozgrywająca | Najlepsza środkowa rozgrywająca | Najlepsza prawa rozgrywająca | Najlepsza prawoskrzydłowa | Najlepsza obrotowa | MVP            |
| ------------------- | ------------------------ | --------------------------- | ------------------------------- | ---------------------------- | ------------------------- | ------------------ | -------------- |
| Sophie Fasold       | Zuleika Fuentes          | Lykke Hansen                | Nathanys Ceballos               | Josephine Gardaard           | Jailene Maldonado         | Ivana Holm         | Sheila Hiraldo |